# Ectatosticta
Genre
Ectatosticta est un genre d'araignées aranéomorphes de la famille des Hypochilidae.

## Distribution
Les espèces de ce genre sont endémiques de Chine.

## Liste des espèces
Selon World Spider Catalog (version 22.5, 24/12/2021) :
- Ectatosticta baima Lin & Li, 2021
- Ectatosticta baixiang Lin & Li, 2021
- Ectatosticta bajie Lin & Li, 2021
- Ectatosticta dapeng Lin & Li, 2021
- Ectatosticta davidi (Simon, 1889)
- Ectatosticta deltshevi Platnick & Jäger, 2009
- Ectatosticta furax Wang, Zhao, Irfan & Zhang, 2021
- Ectatosticta helii Lin & Li, 2021
- Ectatosticta menyuanensis Wang, Zhao, Irfan & Zhang, 2021
- Ectatosticta nyingchiensis Wang, Zhao, Irfan & Zhang, 2021
- Ectatosticta pingwuensis Wang, Zhao, Irfan & Zhang, 2021
- Ectatosticta puxian Lin & Li, 2021
- Ectatosticta qingshi Lin & Li, 2021
- Ectatosticta rulai Lin & Li, 2021
- Ectatosticta shaseng Lin & Li, 2021
- Ectatosticta shennongjiaensis Wang, Zhao, Irfan & Zhang, 2021
- Ectatosticta songpanensis Wang, Zhao, Irfan & Zhang, 2021
- Ectatosticta wenshu Lin & Li, 2021
- Ectatosticta wukong Lin & Li, 2020
- Ectatosticta xuanzang Lin & Li, 2020
- Ectatosticta yukuni Lin & Li, 2021
- Ectatosticta zhouzhiensis Wang, Zhao, Irfan & Zhang, 2021

## Publication originale
- Simon, 1892 : Histoire naturelle des araignées. Paris, vol. 1, p. 1-256 (texte intégral).